# Aïn Ehel Taya
Aïn Ehel Taya es una comuna o municipio del departamento de Atar, en la región de Adrar, en Mauritania. En marzo de 2013 presentaba una población censada de 4432 habitantes.
Se encuentra ubicada en el centro del país, sobre el desierto del Sahara, al este del océano Atlántico.